# Marina Stepanova
Marina Ivanovna Stepanova (ryska: Марина Ивановна Степанова-Макеева), född den 1 maj 1950, är en sovjetisk före detta friidrottare som tävlade i häcklöpning för Sovjetunionen.
Stepanovas främsta merit var guldmedaljen på 400 meter häck vid EM 1986 i Stuttgart. 
Stepanova slog även världsrekordet tre gånger under sin karriär. Vid tävlingar i Moskva 1979 sprang hon på 54,78. Rekordet slogs året efter att östtyskan Karin Roßley. Vid EM-finalen 1986 slog hon Sabine Buschs världsrekord då hon noterade tiden 53,32. Senare samma år blev hon den första kvinna att springa under 53 sekunder när hon noterade tiden 52,94. Ett rekord som stod sig fram till 1993 då Sally Gunnell slog hennes rekord.

## Personliga rekord
- 400 meter häck - 52,94 från 1986